# Baralé-Ndiaye
Pour les articles homonymes, voir Barale et Ndiaye.
Baralé-Ndiaye ou simplement Baralé est un village-centre du Sénégal situé dans la région de Louga, à 28 kilomètres de la capitale régionale du même nom et à 42 kilomètres de la ville de Saint-Louis, ancienne capitale de l'Afrique-Occidentale française, sur la route nationale numéro 2. Il fait partie de la commune de Sakal.

## Climat
Baralé est doté d'un climat désertique, de type BWh selon la classification de Köppen-Geiger. Sur l'année, la température moyenne y est de 25,6°C et les précipitations sont en moyenne de 338,3 mm.

## Histoire
Fondé vers 1860, Baralé compte environ 2.000 habitants. Il polarise plus de vingt autres villages environnants qui en dépendent pour, entre autres, l'éducation primaire et secondaire et pour l'approvisionnement en denrées de première nécessité.
Baralé (qui signifie "abondance" en langue Wolof) fut jadis connu sur le territoire national et dans la sous-région africaine pour les deux raisons essentielles suivantes :
- les soins et traitements traditionnels prodigués avec succès aux victimes de différents types de fractures, mais aussi des traitements à base de plantes contre les maladies transmises sexuellement[1] ;

- l'artisanat, avec la poterie réalisée par les femmes qui, depuis plusieurs générations, font montre de leur talent par la fabrication de vases, récipients, pipes, canaris, etc. avec de l'argile et de la terre cuite.

La croissance démographique de Baralé s'est beaucoup accélérée au cours des deux dernières décennies, avec l'arrivée de notables en provenance de la Mauritanie qui y ont élu domicile.